# Cultuurlandschap van rijstterrassen van de Hani in Honghe
Het cultuurlandschap van rijstterrassen van de Hani in Honghe is een ruim 16.000 hectare groot gebied in het zuiden van de Chinese provincie Yunnan. Het gebied is in 2013 opgenomen in de werelderfgoedlijst van de UNESCO. 
Het cultuurlandschap wordt gekenmerkt door de spectaculaire rijstterrassen die zich uitstrekken over de hellingen van het Ailao Shan-gebergte tot aan de oevers van de Rode Rivier. De Hani hebben deze terrassen in de afgelopen 1300 jaar gebouwd. Via een ingenieus systeem van kanalen wordt het water van de beboste bergtoppen naar de terrassen geleid. Het belangrijkste landbouwgewas van de streek is rode rijst, ondersteund door waterbuffels, rundvee, eenden, vis en paling. 
De Hani leven in 82 dorpen van 50 tot 100 huishoudens tussen de bergtoppen en de terrassen. De paddenstoelvormige huizen in de dorpen zijn gebouwd met muren van aangestampte aarde en rieten daken. De Hani handhaven daar hun traditionele levenswijze, waarin de verering van de zon, de maan, bergen, rivieren en bossen en andere natuurverschijnselen nog steeds een belangrijke rol spelen. 
Chinese Muur · Heilige berg Taishan · Verboden Stad · Paleis van Mukden · Mogaogrotten · Mausoleum van de eerste Qin-keizer · Vindplaats van de Pekingmens in Zhoukoudian · Berglandschap van Huang Shan · Jiuzhaigou-vallei · Huanglong · Wulingyuan · Bergresidentie en afgelegen tempels van Chengde · Tempel en begraafplaats van Confucius en het huis van de familie Kong in Qufu · Oud gebouwencomplex in de Wudangbergen · Historisch ensemble van het Potala-paleis in Lhasa · Jokhangtempel · Norbulingkatempel · Nationaal park Lushan · Landschap rond de berg Emei, inbegrepen het gebied van de Grote Boeddha van Leshan · Oude stad Lijiang · Oude stad Pingyao · Suzhou · Zomerpaleis, een keizerlijke tuin in Peking · Tempel van de hemel, een keizerlijk offeraltaar in Peking · Rotssculpturen van Dazu · Wuyigebergte · Oude dorpen in zuidelijk Anhui - Xidi en Hongcun · Keizerlijke paleizen van de Ming- en Qing-dynastieën in Peking en Shenyang · Grotten van Longmen · Qingcheng en Dujiangyan-irrigatiesysteem · Grotten van Yungang · Beschermd gebied van drie parallelle rivieren in Yunnan · Hoofdsteden en graven van het oude koninkrijk Koguryo · Historisch centrum van Macau · Reservaten van de reuzenpanda in Sichuan · Yinxu · Diaolou en dorpen in Kaiping · Zuid-Chinese karstlandschap · Tulou in Fujian · Nationaal park Sanqingshan · Wutai Shan · Cultuurlandschap van het Westelijke Meer van Hangzhou · Tian Shan in Xinjiang · Cultuurlandschap van rijstterrassen van de Hani in Honghe · Het Grote Kanaal · Zijderoute: het wegennetwerk van de Chang'an-Tiensjancorridor · Sites van de Tusi · Cultuurlandschap met rotstekeningen van Zuojiang Huashan · Hubei Shennongjia · Qinghai Hoh Xil · Gulangyu: een historische internationale nederzetting · Fanjingshan · Archeologische ruïnes van de stad Liangzhu · Trekvogelreservaten langs de kust van de Gele Zee en de Golf van Bohai · Quanzhou